# جسر غتشي إسفل
جسر غتشي إسفل (بالفارسية: پل گچی اسفل) هو جسر تاريخي يعود إلى عصر السلالة الصفوية، ويقع في مقاطعة جهرم.